# Аксёновская (Московская область)
Аксёновская — деревня в муниципальном округе Егорьевск Московской области России.

## География
Деревня Аксёновская расположена в юго-западной части муниципального округа Егорьевск, примерно в 26 километрах к юго-востоку от города Егорьевск. В 1 километре к югу от деревни протекает река Цна. Высота над уровнем моря 113 метров.

## Название
Название связано с именем Аксён.

## История
В 1850 году часть жителей деревни Аксёновская была выселена за 1/4 версты, в результате образовалась новая деревня Ново-Аксёновская. Материнская деревня стала назваться Старо-Аксёновская.
До отмены крепостного права Старо-Аксёновская принадлежала помещику Рославлеву. После 1861 года деревня вошла в состав Лелеческой волости Егорьевского уезда. Приход находился в селе Лелечи.
В 1926 году деревня входила в Лелечевский сельсовет Лелечевской волости Егорьевского уезда.
В 1930-х годах Старо-Аксёновская и Ново-Аксёновская включены в один колхоз и со временем слились в одну деревню.
До 1994 года Аксёновская входила в состав Бобковского сельсовета Егорьевского района, в 1994—2004 годы — Бобковского сельского округа, а в 1994—2006 годы — Раменского сельского округа.
До 2015 года входила в состав сельского поселения Раменское.
В 2015 году вошла в состав городского округа Егорьевск, образованного в том же году путем упразднения Егорьевского района и объединения всех его поселений в единый городской округ.

## Демография
В 1885 году в деревне проживало 135 человек, в 1905 году — 49 человек (28 мужчин, 21 женщина), в 1926 году — 51 человек (20 мужчин, 31 женщина). По переписи 2002 года — 5 человек (2 мужчины, 3 женщины). Население — 11 человек (2010).
| 1859 | 1868 | 1885 | 1905 | 1926 | 2002 | 2006 |
| ---- | ---- | ---- | ---- | ---- | ---- | ---- |
| 80   | ↗106 | ↗135 | ↘49  | ↗51  | ↘5   | ↗9   |
| 2010 |      |      |      |      |      |      |
| ↗11  |      |      |      |      |      |      |